# Régiment de tirailleurs sénégalais du Niger
« Bataillon de tirailleurs sénégalais no 3 » redirige ici. Pour les autres significations, voir 3e bataillon.
Le régiment de tirailleurs sénégalais du Niger (ou RTSN) est un régiment des troupes coloniales françaises, stationné au Niger pendant les années 1940 et 1950.

## Création et différentes dénominations
- 1er janvier 1902 : création du bataillon de tirailleurs de Zinder, avec trois compagnies du 2e régiment de tirailleurs sénégalais[1]
- 1er janvier 1910 : le bataillon de tirailleurs de Zinder est renommé bataillon de tirailleurs sénégalais no 3[1]
- septembre 1939 : le BTS no 3 prend le nom de 3e bataillon mobile de tirailleurs sénégalais jusqu'en mars 1940[1]

- 1er octobre 1940 : création du régiment de tirailleurs sénégalais des confins nigériens à partir du bataillon de tirailleurs sénégalais no 3[2]
- 1er mars 1941 : changement de nom en régiment de tirailleurs sénégalais du Niger[1]
- 1er juillet 1942 : redevient régiment de tirailleurs sénégalais des confins nigériens[3],[4]
- 31 décembre 1946 : dissolution, création de deux bataillons autonomes et d'un groupe nomade
- janvier 1947 : devient régiment de tirailleurs sénégalais du Niger[1]
- juillet 1950 : forme le bataillon autonome du Niger est (BANE) et le bataillon autonome du Niger ouest (BANO)[1]
- novembre 1956 : création du bataillon autonome du Niger nord (BANN), à partir du groupement saharien du Niger est, créé en 1er juillet 1956[1]
- décembre 1958 : le BANO, le BANE et le BANN deviennent respectivement les 2e, 3e et 22e bataillons d'infanterie de marine[1].

## Organisation
Il est formé en 1940 : 
- état-major régimentaire, compagnie hors-rang, compagnie de pionniers et compagnie de transport à Zinder
- bataillon porté 
  - état-major du bataillon, peloton d'accompagnement et 8e compagnie portée à Agadez
  - 7e compagnie portée à Mirriah
- bataillon mobile : peloton d'accompagnement et trois compagnies de fusiliers-voltigeurs à Zinder
- unités statiques non organiques
  - 6e compagnie à Agadez, à laquelle est rattaché le groupe nomade d'Agadez
  - 9e compagnie à N'Guigmi, à laquelle est rattaché le groupe nomade de N'Guigmi
  - 5e compagnie à Bilma, à laquelle est rattaché le groupe nomade de Bilma
  - 4e compagnie à Dao Timmi (en)
- une autre compagnie de garnison

## Insigne
L'insigne, inspiré de celui du bataillon de tirailleurs sénégalais no 3, est une croix d'Agadez chargée de l'ancre de marine. Le premier insigne est réalisé fin 1947, en cuivre chromé.
Trop gros, l'insigne est modifié. La croix d'Agadez reçoit sur la nouvelle version un anneau, chargé de l'inscription RTS. Entretemps, le régiment du Niger ayant été dissous en deux bataillons, l'inscription RTS change en BTS. La couleur de fond de la croix est verte, une des couleurs traditionnelles associées aux Touaregs. Le BANO choisit plus tard la couleur rouge, le BANE restant fidèle au vert. Le BANN adopte en 1958 un insigne semblable à fond bleu.

## Personnalités ayant servi au régiment

### BTSno3
- Henri Amiel, compagnon de la Libération, au BTS no 3 de 1934 à 1937

- Lucien Thuilliez, compagnon de la Libération, au BTS no 3 (compagnie portée du Niger) de 1938 à 1940

- Jacques Langlois de Bazillac, compagnon de la Libération, au BTS no 3 de 1939 à 1940

### RTSN
- Jean Deuve, officier de renseignement, au RTSN de 1941 à 1943[6]
- Louis Le Puloch, futur chef d'état-major de l'armée de terre, au RTSN de 1941 à 1943[7]
- Amadou Gaoh (de), futur député de l'Assemblée nationale du Niger indépendant, au RTSN en 1947[8]

## Liens